# Go Shiozaki
Go Shiozaki   (潮﨑 豪 Shiozaki Gō, nacido el 21 de enero de 1982) es un luchador profesional japonés quien actualmente trabaja para Pro Wrestling Noah (NOAH). También ha trabajado para las empresas como All Japan Pro Wrestling (AJPW), Asistencia Asesoría y Administración (AAA), Ring of Honor (ROH) y Full Impact Pro (FIP).
Shiozaki ha sido ocho veces campeón mundial al ser cinco veces Campeón Peso Pesado de la GHC, una vez Campeonato Mundial Peso Pesado de la Triple Corona de AJPW, una vez Campeón Mundial Peso Pesado de la FIP y una vez Campeón Mundial Peso Pesado de Zero1. También fue siete veces Campeón en Parejas de GHC, dos veces Campeón Mundial en Parejas de AJPW y una vez Campeón Mundial en Parejas de la AAA.

## Carrera

### Pro Wrestling Noah (2003-2012)
Shiozaki ingresó al Dojo de Pro Wrestling Noah en 2003 y, según los comentaristas del evento Universal Uproar, fue el único hombre que se graduó en su clase, además de ser el luchador más joven de la lista. Después de su debut, Shiozaki se convirtió en un protegido del legendario Kenta Kobashi. Shiozaki y Kobashi formaron un equipo muy exitoso y el mayor partido que tuvieron los dos como equipo fue un esfuerzo perdido contra Kensuke Sasaki y su propio protegido, Katsuhiko Nakajima. El partido alcanzó la aclamación de la crítica, al recibir una calificación casi perfecta de Wrestling Observer Newsletter.
A principios de 2006, Shiozaki se fracturó la mandíbula contra Kenta. Después de recuperarse, comenzó a luchar contra los nombres más importantes de la compañía y, a pesar de perder contra ellos, hizo un esfuerzo valiente contra ellos, similar a cómo compitió Kobashi en All Japan Pro Wrestling. Después de que Kobashi se vio obligado a abandonar la acción debido al cáncer, Shiozaki se asoció brevemente con Tamon Honda, pero fue nuevamente derrotado por los mejores luchadores de Noah hasta que finalmente rompió su racha de derrotas al detener a Ricky Marvin.
A fines de abril de 2007, Shiozaki representó a Noah en la prestigiosa King of Europe Cup. Derrotó al representante de Real Quality Wrestling, Martin Stone, en la primera ronda antes de caer ante el representante de Pro Wrestling Guerrilla, Davey Richards, en los cuartos de final.
Shiozaki regresó a Noah a mediados de 2009 y obtuvo un importante impulso como nuevo compañero de equipo de Mitsuharu Misawa. Pronto ganaron la Liga de Etiqueta Global en mayo y, por lo tanto, se convirtieron en los contendientes por el Campeonato en Parejas de GHC. Durante su lucha por el título el 13 de junio contra los campeones Akitoshi Saito y Bison Smith, Misawa sufrió un traumatismo en la médula espinal cervical durante el combate después de recibir un suplex para respaldar suplex de Saito. Después de que Misawa permaneció inmóvil después del suplex, los funcionarios lo atendieron rápidamente antes de que lo llevaran a un hospital, donde murió más tarde.
El 14 de junio, el  Campeón Peso Pesado de la GHC, Jun Akiyama, se vio obligado a abandonar el título debido a la hernia de discos en su espalda. Como resultado, Shiozaki fue nominado por Akiyama para luchar por el título contra el contendiente número uno, Takeshi Rikio. Después de un duro combate de veinte minutos, Shiozaki logró derrotar a Rikio para convertirse en el nuevo Campeón Peso Pesado de la GHC. Luego pasó a defender con éxito su título por primera vez el 27 de septiembre contra Akitoshi Saito. Sin embargo, su segunda defensa del título no tuvo éxito ya que el 6 de diciembre, Shiozaki perdió el título mundial de peso pesado ante Takashi Sugiura en la última fecha de la gira Winter Navigation 2009.
El 23 de mayo de 2010, Shiozaki se asoció con Atsushi Aoki para derrotar a Takeshi Morishima y Taiji Ishimori para ganar el Campeonato Mundial en Parejas de AAA durante el programa Navigation with Breeze de Pro Wrestling Noah en Niigata, Niigata, Japón. Como resultado de la victoria, Shiozaki y Aoki estaban programados para defender el título durante el programa Triplemania XVIII de AAA.
En agosto de 2010, Shiozaki participó en el torneo G1 Climax 2010 de New Japan Pro-Wrestling, donde ganó cuatro de sus siete combates de la etapa de todos contra todos, solo para perderse por poco la final del torneo después de luchar contra Shinsuke Nakamura en un empate por límite de tiempo de 30 minutos en el último día del torneo. El empate con Nakamura condujo a un combate sin límite de tiempo en un programa de Pro Wrestling Noah el 22 de agosto, donde Shiozaki salió victorioso. Shiozaki y Nakamura tuvieron su tercer combate el 4 de enero de 2011, en Wrestle Kingdom V de New Japan en el Tokyo Dome, donde Nakamura salió victorioso. 

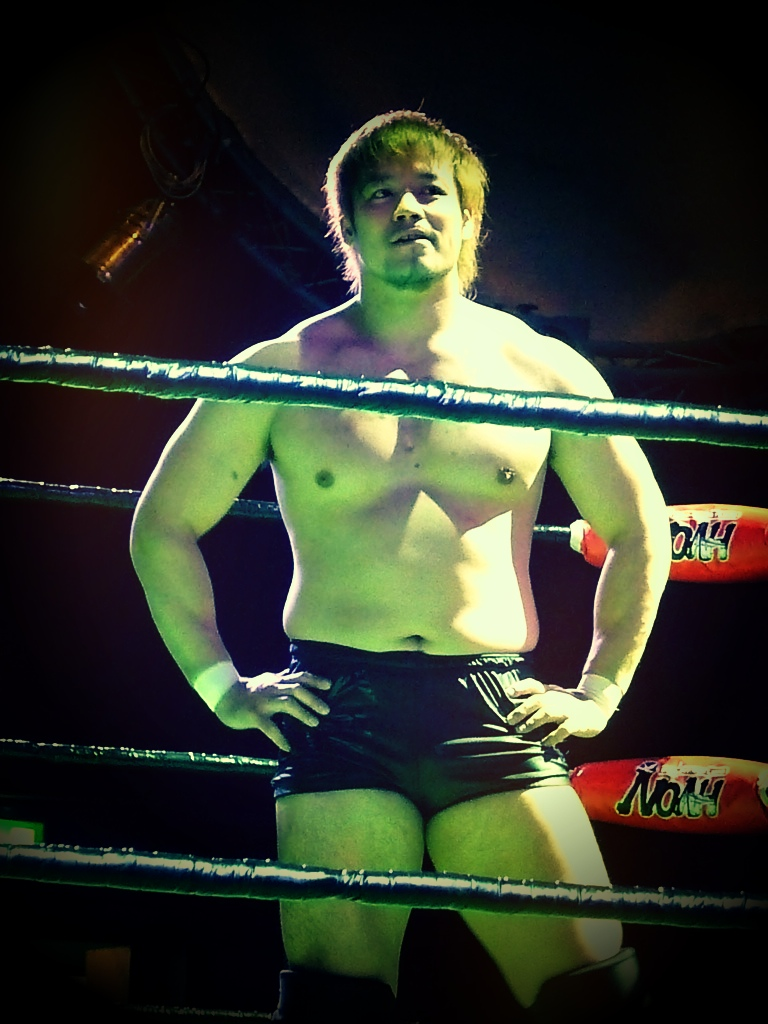
Shiozaki en 2011

Shiozaki recuperó el título Peso Pesado de GHC al derrotar a Takashi Sugiura el 10 de julio de 2011. Tuvo su primera defensa exitosa el 6 de agosto en el Aniversario de Pro Wrestling NOAH, derrotando a Jun Akiyama. Semanas después en el evento colaborativo de Pro Wrestling NOAH, All Japan Pro Wrestling y New Japan Pro Wrestling, hizo equipo con él Campeón Peso Pesado de IWGP Hiroshi Tanahashi & Suwama el Campeón Peso Pesado Triple Corona para derrotar a KENSO, Shinsuke Nakamura & Takashi Sugiura. Luego tuvo su segunda defensa exitosa ante Yoshihiro Takayama, el 23 de septiembre en la novena noche de NOAH Shiny Navigation 2011. Para finales de año, participó en la segunda edición del Torneo Global League 2011, derrotando a Yoshinobu Kanemaru, Kotaro Suzuki, Yukata Yoshie Kento Miyahara, Trevor Murdoch obteniendo 11 puntos, sin poder llegar a la Final debido a sus derrotas ante Yoshihiro Takayama y Takeshi Morishima, aunque también tuvo un combate ante el Campeón Peso Pesado Triple Corona Jun Akiyama en el que terminó en un empate. En NOAH Great Voyage 2011 In Tokyo Vol. 4, derrotó a KENTA (que al igual que Shiozaki es estudiante de Kenta Kobashi) reteniendo el Campeonato Peso Pesado de GHC, logrando su tercera defensa exitosa.
El 4 de enero de 2012, Shiozaki regresó a New Japan en Wrestle Kingdom VI en el Tokyo Dome, donde él y Naomichi Marufuji derrotaron a CHAOS Top Team (Shinsuke Nakamura y Toru Yano) en una lucha por equipos. El 22 de enero, Shiozaki perdió el Campeonato Peso Pesado de GHC ante Takeshi Morishima. Meses después en NOAH Great Voyage 2012 In Ryogok, obtuvo su revancha ante Takeshi Morishima por el Campeonato Peso Pesado de GHC, sin embargo perdió. El 26 de octubre, Shiozaki y Akitoshi Saito derrotaron a Kenta y Maybach Taniguchi para ganar el Campeonato en Parejas de GHC. El 3 de diciembre de 2012, se informó que Shiozaki había amenazado con no volver a firmar con Noah después de que su contrato expirara en enero de 2013, cuando la promoción decidió liberar a Kenta Kobashi de su contrato. Seis días después, Shiozaki y Saito perdieron el Campeonato en Parejas de GHC ante Naomichi Marufuji y Takashi Sugiura. El 19 de diciembre, Noah confirmó que Shiozaki dejaría la promoción después del 24 de diciembre. El 24 de diciembre, Shiozaki derrotó a Taiji Ishimori en su último combate con NOAH.

### Circuito independiente (2006-2009)
Shiozaki hizo su debut en el Ring of Honor (ROH) durante la gira de ROH en agosto de 2006 por Inglaterra. En julio de 2007, luchó contra Bryan Danielson en el debut de ROH en Tokio, Japón. Luchó sin éxito al Campeón Mundial de ROH, Nigel McGuinness, en un combate por el título en un programa de Noah en enero de 2008, antes de unirse a la lista de ROH como miembro habitual durante el evento Eye of the Storm de febrero.
El 6 de junio de 2008, Shiozaki participó en un torneo de una noche para coronar a los nuevos Campeones Mundiales en Parejas de ROH. Él y su campeón mundial Nigel McGuiness fueron eliminados en la primera ronda por Kevin Steen y El Genérico cuando Steen obligó a McGuiness a someterse al francotirador. Al día siguiente, Shiozaki recibió una oportunidad por el título contra McGuiness, pero perdió cuando McGuiness lo obligó a someterse al London Dungeon. El 28 de junio, Shiozaki se reveló a ser el miembro más reciente de Sweet 'n' Sour Inc., el stable heel de Larry Sweeney.
En el verano de 2008, Shiozaki comenzó a realizar en Full Impact Pro (FIP), con sede en Florida. Derrotó a Erick Stevens por el Campeonato Mundial Peso Pesado de la FIP en el evento Heatstroke el 23 de agosto. Sostendría el cinturón durante cuatro meses, defendiéndolo tanto en el FIP como en el ROH, antes de perderle ante Tyler Black el 20 de diciembre.
Poco después de tener un tryout con World Wrestling Entertainment el 5 de septiembre, Shiozaki comenzó a luchar en la World League Wrestling de Harley Race, donde también se sometió a un entrenamiento adicional en Race. El 4 de octubre, ganó el Campeonato Mundial Peso Pesado de WLW por primera vez en un Battle Royal de nueve hombres por el título vacante. Más tarde perdió el título al cuatro veces campeón mundial de peso pesado WLW Luminous Warrior el 19 de mayo de 2009.

### Asistencia Asesoría y Administración (2010)
El 23 de mayo de 2010 como parte de la alianza con Pro Wrestling Noah, Shiozaki hizo equipo a Atsushi Aoki derrotando al equipo de Takeshi Morishima y Taiji Ishimori ganado el Campeonato Mundial en Parejas de AAA, que fue su primer título de AAA junto con Aoki.
El 6 de junio en Triplemanía XVIII, Aoki y Shiozaki defendieron el título contra Beer Money, Inc. (Robert Roode y James Storm), La Hermandad 187 (Nicho el Millonario y Joe Líder) y Los Maniacos (Silver King y Último Gladiador) en Elimination Match fueron el primer equipo eliminado cuando Líder cubrió a Shiozaki, lo que significó que perdieron los títulos por 14 días después de haberlo ganado.

### All Japan Pro Wrestling (2013-2015)
El 26 de enero de 2013, Shiosaki, Atsushi Aoki, Jun Akiyama, Kotaro Suzuki y Yoshinobu Kanemaru, todos los cuales habían renunciado a Noah al mismo tiempo, anunciaron que se habían unido a All Japan Pro Wrestling, formando el stable "Burning". Aoki y Suzuki recibieron su primera oportunidad en el Campeonato de todos los equipos de Asia el 17 de marzo, pero fueron derrotados por los campeones defensores, Koji Kanemoto y Minoru Tanaka. El 17 de marzo, Shiozaki y Akiyama derrotaron a Get Wild (Manabu Soya y Takao Omori) para ganar el Campeonato Mundial en Parejas. El 11 de mayo, Shiozaki hizo un regreso de una noche a NOAH para participar en el combate de retiro de Kenta Kobashi, donde él, KENTA, Maybach Taniguchi y Yoshinobu Kanemaru fueron derrotados por Kobashi, Jun Akiyama, Keiji Mutoh y Kensuke Sasaki. El 5 de julio, tras un éxodo masivo liderado por Keiji Mutoh, se anunció que Shiozaki, junto con el resto de Burning, había firmado un contrato exclusivo con All Japan. Posteriormente, Shiozaki puso su mirada en el Campeonato Peso Pesado de la Triple Corona, derrotando al actual campeón Suwama en un combate Two Out of Three Falls sin título el 14 de julio, el día de lanzamiento del All Japan posterior a Mutoh. Shiozaki recibió su oportunidad por el título el 25 de agosto, pero fue derrotado por Suwama. En septiembre, Shiozaki llegó a la final del Torneo Ōdō 2013 , después de victorias sobre los compañeros de Burning; Kotaro Suzuki y Yoshinobu Kanemaru, así como sobre el principal contendiente al Campeonato Mundial en Parejas Joe Doering, antes de perder ante Akebono. El 22 de octubre, Shiozaki y Akiyama perdieron el Campeonato Mundial en Parejas ante Evolution (Joe Doering y Suwama). Al día siguiente, Shiozaki anunció que quería dejar Burning para ganar la Triple Corona. El 18 de noviembre, Shiozaki anunció que estaba formando un nuevo stable llamado "Xceed", revelando a KENSO como el primer miembro del grupo. Sin embargo, en el primer combate del stable tres días después, KENSO se volvió contra Shiozaki y se alineó con Bambi Killer y D'Lo Brown. Shiozaki fue salvado por Atsushi Aoki, Kento Miyahara y Kotaro Suzuki, quienes se convirtieron en los miembros más nuevos de Xceed. En diciembre, Shiozaki y Miyahara llegaron a la final de la World's Strongest Tag Determination League 2013, antes de perder ante Evolution (Joe Doering y Suwama). El 23 de febrero de 2014, Shiozaki recibió otra oportunidad por el Campeonato Peso Pesado de la Triple Corona, pero fue derrotado por el campeón defensor, Akebono. En abril, Shiozaki participó en el Champion Carnival 2014, donde lideraba su bloque antes de sufrir una fractura en el pulgar, lo que lo obligó a retirarse del torneo y perder su último partido de todos contra todos con Jun Akiyama.
El 28 de septiembre, Shiozaki derrotó a Suwama en la final para ganar el Torneo Ōdō 2014 y ganar otra oportunidad por el Campeonato Peso Pesado de la Triple Corona. Shiozaki recibió su oportunidad por el título el 29 de octubre, pero fue derrotado por Joe Doering. Shiozaki recibió una revancha con Doering el 3 de enero de 2015 y lo derrotó para ganar el Campeonato Peso Pesado de la Triple Corona por primera vez. Hizo su primera defensa exitosa del título el 7 de febrero contra Zeus. Su segunda defensa exitosa tuvo lugar el 27 de marzo contra su compañero de Xceed; Kento Miyahara. El 6 de mayo, Shiozaki y Miyahara derrotaron a Yutaka Yoshie y al próximo retador al Campeonato Peso Pesado de la Triple Corona de Shiozaki, Akebono, para convertirse en los nuevos Campeones Mundiales en Parejas. Al mantener simultáneamente el Campeonato Peso Pesado de la Triple Corona y el Campeonato Mundial en Parejas, Shiozaki se convirtió en el séptimo "Campeón Quíntuple Corona". El 21 de mayo, Shiozaki perdió el Campeonato Peso Pesado de la Triple Corona ante Akebono en su tercera defensa. El 28 de septiembre, se anunció que Shiozaki dejaría AJPW el mes siguiente y se convertiría en un luchador independiente. El anuncio también llevó a que Shiozaki y Miyahara dejaran vacante el Campeonato Mundial en Parejas.
El último partido AJPW de Shiozaki se llevó a cabo el 4 de octubre, cuando él y Miyahara derrotaron a Jun Akiyama y Yoshinobu Kanemaru en una lucha por equipo.

### Regreso en NOAH (2015-presente)
El 20 de noviembre de 2015, Shiozaki regresó a Noah, anunciando que quería luchar nuevamente. Su segmento de entrevista fue interrumpido por Minoru Suzuki, quien le ofreció un lugar en su stable Suzuki-gun. El 26 de noviembre, Shiozaki derrotó a Mitsuhiro Kitamiya en su lucha de regreso de Noah. Cuando Takashi Sugiura se volvió hacia Noah y se unió a Suzuki-gun el 23 de diciembre, Shiozaki anunció que quería unirse a la empresa en su batalla con Suzuki-gun. Naomichi Marufuji, sin embargo, rechazó su oferta.
El 31 de enero de 2016, el compañero del equipo de Shiozaki, Yoshinobu Kanemaru, se volvió hacia él y se unió a Suzuki-gun. Al final del programa, Marufuji, después de perder el Campeonato Peso Pesado de la GHC ante Sugiura, finalmente aceptó la ayuda de Shiozaki en la guerra entre Noah y Suzuki-gun. El 28 de mayo, Shiozaki derrotó a Sugiura para ganar el Campeonato Peso Pesado de la GHC por tercera vez. Shiozaki hizo su primera defensa exitosa del título el 12 de junio contra el miembro de Suzuki-gun Shelton X Benjamin. Al día siguiente, Shiozaki volvió a firmar oficialmente con Noah, terminando sus días como freelancer. El 30 de julio, Shiozaki perdió el Campeonato Peso Pesado de GHC ante Sugiura.
El 2 de diciembre, Shiozaki y Maybach Taniguchi derrotaron a Davey Boy Smith Jr. y Lance Archer para ganar los Campeonatos en Parejas de GHC. Perdieron los títulos ante Kenoh y Masa Kitamiya el 21 de enero de 2017. El 26 de agosto, Shiozaki y Atsushi Kotoge derrotaron a Maybach Taniguchi y Naomichi Marufuji para ganar el Campeonato en Parejas de GHC. Perdieron los títulos ante Muhammad Yone y Quiet Storm el 1 de octubre. En noviembre, Shiozaki ganó su bloque en el Torneo de la Liga Global 2017 con un récord de cinco victorias, una derrota y un empate, avanzando a la final. El 19 de noviembre, Shiozaki fue derrotado en la final por Kenoh.
El 6 de enero de 2018, Shiozaki salvó a Kaito Kiyomiya de un asalto de Kenoh y Takashi Sugiura, los dos formarían una asociación, más tarde denominada como "GO-KAI". Desde marzo hasta abril, Kiyomiya y Shiozaki participaron en la Global Tag League, terminando el torneo con tres victorias, una derrota y tres empates, avanzando a la final. En la final, Kiyomiya y Shiozaki derrotaron a Kenoh y Sugiura para ganar el torneo. El 29 de abril en Great Voyage en Niigata, Kiyomiya y Shiozaki derrotaron a The Aggression (Masa Kitamiya y Katsuhiko Nakajima) para ganar los Campeonatos en Parejas de GHC. Perdieron los títulos ante The Aggression el 29 de mayo. En noviembre, Shiozaki participó en la Global League 2018, donde terminó el torneo con cuatro victorias y tres derrotas, sin poder avanzar a la final del torneo.
En diciembre de 2018, Shiozaki y Katsuhiko Nakajima formaron un equipo, y el dúo participó en un torneo por el vacante Campeonato en Parejas de GHC. El 7 de diciembre, Shiozaki y Nakajima derrotaron a Kenoh y Masa Kitamiya en una final del torneo para ganar el vacante Campeonato en Parejas de GHC. Posteriormente, Shiozaki y Nakajima fueron desafiados por Hooligans (Maybach Taniguchi y Yuji Hino) a un combate por sus títulos. El 16 de diciembre en The Great Voyage 2018 en Yokohama vol.2, Shiozaki y Nakajima perdieron el Campeonato en Parejas de GHC ante Hooligans. 
El 6 de enero de 2019, Shiozaki y Nakajima recibieron su revancha por el Campeonato en Parejas de GHC perdiendo ante Taniguchi y Hino, después de que sus compañeros de equipo de Hooligans interfirieran en el combate. Más tarde en enero, Shiozaki y Nakajima nombraron a su equipo "AXIZ". Posteriormente, el 12 de febrero, AXIZ se enfrentó a los Campeones en Parejas de GHC 50 Funky Powers (Muhammad Yone y Quiet Storm) en una lucha sin título. Nakajima anotaría la victoria para AXIZ, después de que Nakajima cubriera a Storm. Después de que Atsushi Kotoge y Eddie Edwards no pudieran desafiar por el Campeonato en Parejas de GHC, debido a la lesión en el hombro de Kotoge, Noah anunció a AXIZ como los próximos retadores al Campeonato en Parejas de GHC. El 24 de febrero de 2019, AXIZ derrotó a 50 Funky Powers (Muhammad Yone y Quiet Storm) para ganar el Campeonato en Parejas de GHC por segunda vez. Desde el 7 de abril hasta el 30 de abril, AXIZ participó en la Global Tag League 2019, terminando el torneo con un récord de cinco victorias, una derrota y un empate, avanzando a la final del torneo. El 4 de mayo, AXIZ fue derrotado en la final por Sugiura-gun (Takashi Sugiura y Kazma Sakamoto). El 13 de junio, AXIZ perdió el Campeonato en Parejas de GHC ante Sugiura-gun, antes de derrotarlos en la revancha el 27 de junio, para ganar el Campeonato en Parejas de GHC por tercera vez, un récord.
En diciembre, Shiozaki y Nakajima celebraron su combate debut por su 15.º aniversario, liderando el 3 de diciembre, Shiozaki derrotó a Nakajima en su combate debut de aniversario. Posteriormente, Shiozaki desafió a Kaito Kiyomiya a un combate por el Campeonato Peso Pesado de GHC el 4 de enero de 2020. Las cosas comenzaron de manera civilizada entre el campeón y el retador. Sin embargo, Kiyomiya comenzó a mostrar una actitud egoísta antes del combate, afirmando que tomaría el "papel principal" en el año del 20.º aniversario de Noah en 2020. Shiozaki no apreció su actitud, lo que llevó a que los dos se separaran dos veces después de su combate el 7 de diciembre. El 12 de diciembre, AXIZ se asoció con Hitoshi Kumano en un esfuerzo victorioso contra Kiyomiya, Shuhei Taniguchi y Masao Inoue, después de que Shiozaki anotara la victoria para su equipo, después de cubrir a Kiyomiya. Después, Kiyomiya encontró la derrota lamentable y su arrogancia comenzó a crecer. En su enfrentamiento final, AXIZ derrotó a Kiyomiya y Taniguchi, con Shiozaki anotando la victoria para su equipo, inmovilizando a Kiyomiya por segunda vez. Después del combate, Shiozaki se inclinó sobre Kiyomiya y colocó un dedo con mucha firmeza en su pecho antes de abandonar el ring. 
El 4 de enero de 2020, en New Sunrise, Shiozaki derrotó a Kaito Kiyomiya para ganar el Campeonato Peso Pesado de GHC. Al día siguiente en Reboot, AXIZ perdió el Campeonato en Parejas de GHC ante Masaaki Mochizuki y Naomichi Marufuji. En marzo, AXIZ participó en la Global Tag League 2020, llegando a su segunda final consecutiva de la Global Tag League al ganar su bloque en el torneo de 2020 con un récord de dos victorias y una derrota. El 18 de abril, fueron derrotados en la final del torneo por Sugiura-gun International (Hijo de Dr. Wagner Jr. y Rene Dupree). El 6 de agosto, en la segunda noche de Departure, después de que Shiozaki defendiera con éxito el Campeonato Peso Pesado GHC contra Naomichi Marufuji, Kenoh desafió a Shiozaki a un combate de doble título por los Campeonatos Nacional y Peso Pesado GHC, afirmando que solo podía haber un campeón fuerte en Noah. El 10 de agosto en NOAH The Chronicle Vol. 3, Shiozaki se enfrentó a Kenoh en un empate de límite de tiempo de 60 minutos para retener el Campeonato Peso Pesado GHC y desafiar sin éxito a Kenoh por el Campeonato Nacional GHC. El 20 de agosto, AXIZ se enfrentó a Sugiura-gun (Kazushi Sakuraba y Takashi Sugiura) en un esfuerzo perdido por el vacante Campeonato en Parejas GHC. Posteriormente, Nakajima se volvió contra Shiozaki para unirse a KONGOH, disolviendo efectivamente AXIZ. Del 18 de septiembre al 11 de octubre, Shiozaki participó en el N-1 Victory 2020, terminando el torneo con un récord de dos victorias y tres derrotas, sin poder avanzar a la final, perdiendo ante Kaito Kiyomiya en su partido cara a cara.
El 6 de diciembre en Noah the Best 2020, después de que Shiozaki defendiera con éxito el Campeonato Peso Pesado de GHC contra Takashi Sugiura, Keiji Mutoh lo desafió a una lucha por el título en Destination, que Shiozaki aceptó.
El 12 de febrero de 2021 en Destination, Shiozaki perdió el Campeonato Peso Pesado de GHC ante Keiji Mutoh, en su sexta defensa del título, poniendo fin a su reinado en 405 días. Su lucha fue nombrada Lucha del Año por Tokyo Sports, lo que marcó la primera vez en diez años que una lucha de NOAH recibió el premio.
Poco después de perder el título, el 15 de marzo, se anunció que Shiozaki se sometería a una cirugía, tras dislocarse el tendón del bíceps derecho, lo que le obligó a estar fuera de las canchas durante ocho meses.
Hizo su regreso el 28 de noviembre en Noah the Best 2021, desafiando a su excompañero de equipo de AXIZ Katsuhiko Nakajima a una lucha por el título por el Campeonato Peso Pesado de GHC el 1 de enero, en Noah The New Year. El 27 de diciembre, tras una victoria en una lucha por equipos de diez hombres, donde Nakajima cubrió a Shiozaki, declaró que si perdía contra él en NOAH The New Year, Shiozaki nunca debería volver a repetir su eslogan "Soy Noah". En una conferencia de prensa al día siguiente, Shiozaki aceptó la condición de Nakajima de no volver a utilizar su eslogan "I'm NOAH" ("Yo Soy NOAH"), con la condición de que si ganaba, Nakajima se vería obligado a reunir a AXIZ con él. En el evento, Shiozaki desafió sin éxito a Nakajima por el Campeonato Peso Pesado de GHC, lo que obligó a Shiozaki a abandonar su frase "Soy NOAH".
Después de no poder recuperar el Campeonato Peso Pesado de GHC, Shiozaki se sometió a una serie de pruebas de 4 combates para desafiar por el Campeonato Peso Pesado de GHC, pero perdió los 4 combates. Después de derrotar a Manabu Soya el 13 de marzo en Great Voyage en Yokohama, Shiozaki comenzó su verdadero camino hacia el Campeonato Peso Pesado de GHC. El 23 de marzo, después de vengar su derrota ante Nakajima, Shiozaki llamó a Kazuyuki Fujita, retándolo a un combate por el Campeonato Peso Pesado de GHC en Majestic, que aceptó después de burlarse del eslogan de Shiozaki. El combate por el título se convertiría en un combate por el título vacante, después de que Fujita contrajera COVID-19. En el evento, el 30 de abril, Shiozaki derrotó a Kaito Kiyomiya para ganar el Campeonato Peso Pesado de GHC por quinta vez, un récord. Perdió el título ante Satoshi Kojima el 12 de junio en el CyberFight Festival. En agosto, Shiozaki participó en el N-1 Victory 2022, terminando el torneo con un récord de cuatro victorias y tres derrotas, sin poder avanzar a la final.
El mes siguiente, Shiozaki quedó fuera de acción por una lesión en el hombro, lo que lo llevó a regresar el 16 de abril en Green Journey en Sendai, anunciando que haría su regreso al ring el 4 de mayo en Majestic. En Majestic, Shiozaki hizo equipo con Kaito Kiyomiya y Yoshiki Inamura en un esfuerzo fallido ante KONGOH (Kenoh, Katsuhiko Nakajima y Manabu Soya). Después, Nakajima decidió dejar KONGOH para reformar AXIZ con Shiozaki, lo cual aceptó. AXIZ hizo su lucha de regreso el 14 de mayo, perdiendo ante Kenoh y Soya. Después de un empate entre Nakajima y Kenoh el 31 de mayo, Shiozaki desafió a Kenoh a un combate, que perdió el 22 de junio. En agosto, Shiozaki participó en el N-1 Victory 2023 , terminando el torneo con un récord de cuatro victorias, dos derrotas y un empate contra Manabu Soya en su enfrentamiento cara a cara, lo que significa que ambos terminaron empatados a puntos en su bloque. Esto llevó a NOAH a organizar una revancha entre ellos para decidir quién avanzaría a la final, que Shiozaki ganó el 27 de agosto. El 3 de septiembre, Shiozaki derrotó a Kenoh en la final para ganar el N-1 Victory. El 24 de septiembre en Grand Ship In Nagoya, Shiozaki desafió sin éxito a Jake Lee por el Campeonato Peso Pesado de GHC. AXIZ se disolvió temporalmente cuando Nakajima dejó Pro Wrestling Noah en octubre de 2023, pero luego se anunció que AXIZ competiría en la AJPW World's Strongest Tag Determination League de ese año; AXIZ fueron anunciados como participantes el 7 de noviembre, dos días después de que Nakajima ganara el Campeonato Peso Pesado de la Triple Corona contra Yuma Aoyagi. AXIZ se dividió el 28 de octubre en Demolition Stage en Fukuoka, con Nakajima luchando su último combate en NOAH, mientras que Shiozaki y él se enfrentaron a Naomichi Marufuji y Takashi Sugiura en un esfuerzo perdedor.
El 2 de enero de 2024 en NOAH The New Year 2024, Shiozaki derrotó a Satoshi Kojima de NJPW. Después del combate, Shiozaki formó el "Team NOAH", junto a Atsushi Kotoge, Hi69, Muhammad Yone y Akitoshi Saito. Más tarde esa noche, Shiozaki desafió a Kenoh a un combate por el título por el Campeonato Peso Pesado de GHC, después de haber defendido con éxito su título contra Manabu Soya. Kenoh inicialmente se negó, pero luego aceptó con la condición de que si ganaba usara el eslogan de Shiozaki, "Soy NOAH", y a Shiozaki no se le permitiría volver a usarlo. Shiozaki proclamó que mantendría vivo a NOAH y aumentaría el valor del cinturón del Campeonato Peso Pesado de GHC. La restauración de NOAH comenzaría con su título, ya que comenzaría a reformar The Ark y a impulsar la recuperación de Noah. El 13 de enero, Shiozaki desafió sin éxito a Kenoh por el Campeonato Peso Pesado GHC, sin embargo, Kenoh le permitió a Shiozaki mantener su eslogan. Del 24 de febrero al 10 de marzo, Shiozaki y Kotoge participaron en la Victory Challenge Tag League 2024. Después de terminar el torneo con un récord de tres victorias, tres derrotas y un empate, fueron derrotados en el último día del torneo por Kaito Kiyomiya y Ryohei Oiwa y, por lo tanto, fueron eliminados de la final. Posteriormente comenzó un feudo con su compañero Akitoshi Saito en el que estuvo involucrado el Campeonato Mundial Peso Pesado de ZERO1, lo que les llevó a enfrentarse en Limit Break, en un combate que terminó en un empate de 30 minutos, por lo que Saito retuvo su título. El 13 de julio en Destination, Shiozaki derrotó a su compañero de equipo NOAH, Akitoshi Saito, para ganar el Campeonato Peso Pesado Mundial de Zero1. En el episodio del 28 de octubre de Monday Magic, Shiozaki desafió a Manabu Soya a una lucha por el Campeonato Nacional GHC el 9 de noviembre y a Shuji Ishikawa por el Campeonato Violento GHC el 25 de noviembre en el evento Limit Break producido pot Team NOAH. El 9 de noviembre, Shiozaki desafió sin éxito a Soya por el Campeonato Nacional GHC.

## Campeonatos y logros
- All Japan Pro Wrestling
  - AJPW Triple Crown Heavyweight Championship (1 vez)
  - World Tag Team Championship (2 veces) – con Jun Akiyama (1) y Kento Miyahara (1)
  - Ōdō Tournament (2014)

- Asistencia Asesoría y Administración
  - Campeonato Mundial en Parejas de AAA (1 vez) – con Atsushi Aoki

- Full Impact Pro
  - FIP World Heavyweight Championship (1 vez)

- Nikkan Sports
  - Outstanding Performance Award (2009)

- Pro Wrestling NOAH
  - GHC Heavyweight Championship (5 veces)
  - GHC Tag Team Championship (7 veces) – con Akitoshi Saito (1), Maybach Taniguchi (1), Atsushi Kotoge (1), Kaito Kiyomiya (1) y Katsuhiko Nakajima (3)
  - N-1 Victory (2023)
  - Global Tag League (2009) – con Mitsuharu Misawa
  - Global Tag League (2018) – con Kaito Kiyomiya

- Pro Wrestling ZERO1
  - World Heavyweight Championship (1 vez, actual)

- World League Wrestling
  - WLW Heavyweight Championship (1 vez)

- Pro Wrestling Illustrated
  - Situado en el Nº429 en los PWI 500 de 2007[8]
  - Situado en el Nº178 en los PWI 500 de 2008[9]
  - Situado en el Nº120 en los PWI 500 de 2009[10]
  - Situado en el Nº68 en los PWI 500 de 2010[11]
  - Situado en el Nº64 en los PWI 500 de 2011[12]
  - Situado en el Nº38 en los PWI 500 de 2012[13]
  - Situado en el Nº80 en los PWI 500 de 2013[14]
  - Situado en el Nº131 en los PWI 500 de 2014[15]
  - Situado en el Nº31 en los PWI 500 de 2015[16]
  - Situado en el Nº41 en los PWI 500 de 2016[17]
  - Situado en el Nº87 en los PWI 500 de 2017[18]
  - Situado en el Nº244 en los PWI 500 de 2018[19]
  - Situado en el Nº156 en los PWI 500 de 2019[20]
  - Situado en el Nº47 en los PWI 500 de 2020[21]
  - Situado en el Nº60 en los PWI 500 de 2021.

- Wrestling Observer Newsletter
  - Lucha 5 estrellas (2020) vs. Takashi Sugiura en Final Chronicle el 6 de diciembre